# جب القادر
جب القادر قرية سوريّة تتبع إداريّاً لمحافظة حلب منطقة منبج ناحية مركز منبج، بلغ تعداد سكانها 799 نسمة حسب التعداد السكاني لعام 2004.

## الحدود
يحد قرية جب القادر من الجنوب قرية الراطونية، ومن الشمال قرية خربة السودا، ومن الغرب قرية حية كبيرة، ومن الشرق قرية أم جلال.